# RCCニュース・ブリッジ
『RCCニュース・ブリッジ』（アールシーシー ニュース・ブリッジ）は、1998年3月30日から2000年6月30日まで中国放送（RCCテレビ）で放送されていた夕方のローカルニュース番組である。キャスターは徳光国弘（記者出身。現：取締役コンテンツビジネス局長）と田口麻衣（RCCアナウンサー）であった。
『川島宏治の広島大百科』ならびに『モテモテ6』と統合し、再びワイド番組『RCCときめきストリート』を始めるために終了した。

## 放送日時
- 月曜日 - 金曜日 18:29 - 19:00